# Крулс, Луис
Луис Фердинанд Крулс (порт. Louis Ferdinand Cruls; 21 января 1848, Дист, Фландрия — 21 июня 1908, Париж) — бразильский астроном и геодезист, директор бразильской Национальной обсерватории (1881—1908).

## Биография
Бельгийского происхождения. Образование получил на строительном факультете Гентского университета. Получил специальность военного инженера.
В 1869—1872 годах служил в бельгийской армии. В 1874 году вышел в отставку и отправился в Бразилию. С 1874 по 1876 год был членом Комитета геодезических работ в одном из муниципалитетов страны.
В 1877 году опубликовал результаты исследований по созданию физической, географической и политической карт, несколько работ по истории Бразилии.
Возглавлял комиссию, занимавшуюся исследованием и выбором будущего места для столицы Бразилии — города Бразилиа на Бразильском плоскогорье, в 1893 году предложил предварительный проект освоения окрестностей реки Параноа. Через несколько лет предложение Крулса было воплощено в жизнь и принесло ему мировую известность.
В качестве директора бразильской Национальной обсерватории был в числе открывателей и занимался наблюдениями за Большой кометой 1882 года. Приложил немало усилий по точному измерению солнечного параллакса, с этой целью возглавлял бразильскую команду по наблюдениям за прохождением Венеры в 1882 году в Пунта-Аренас, Чили. Занимался изучением планеты Марс.
В 1884 году представлял Бразилию на Международной меридианной конференции.

## Награды и отличия
- В его честь назван кратер на Марсе.
- Острова Крулс на юге архипелага Вильгельма у побережья Антарктического полуострова также названы в его честь, как и Refuge Astronomer Cruls, бразильская антарктическая летняя полярная станция.
- Бразильская почта в 1992 году выпустила марку с изображением Крулса.
- Вместе с У. Хаггинсом был награждён премией Вальца[англ.] Французской академии наук за работу по спектральному анализу Большой кометы 1882 года.

## Избранные труды
- Projet d’humation par l’incrustation des corps das des pierres artificieles. Гент, 1875
- Discussion sur les methodes de répétition et de réitération employées en géodesie pour la mesure des angles. Гент, 1875
- Note on Mars , 1877
- Les travaux de la mesure dún arc de méridien au Brásil, sous la direction de M. Em. Liais, directeur de l’Observatoire Impériel de Rio de Janeiro. Рио-де-Жанейро, 1878.